# Waldburg-Wolfegg
Waldburg-Wolfegg era un condado gobernado por la Casa de Waldburg, localizado al sudeste de Baden-Wurtemberg, Alemania. Waldburg-Wolfegg era una partición de Waldburg-Wolfegg-Zeil y fue redividido en 1667, creando Waldburg-Waldsee, que se anexionó Waldburg-Wolfegg en 1798, convirtiéndose en el principado de Waldburg-Wolfegg y Waldsee.

## Condes de Waldburg-Wolfegg
- Maximiliano Francisco Eusebio, 1667-81

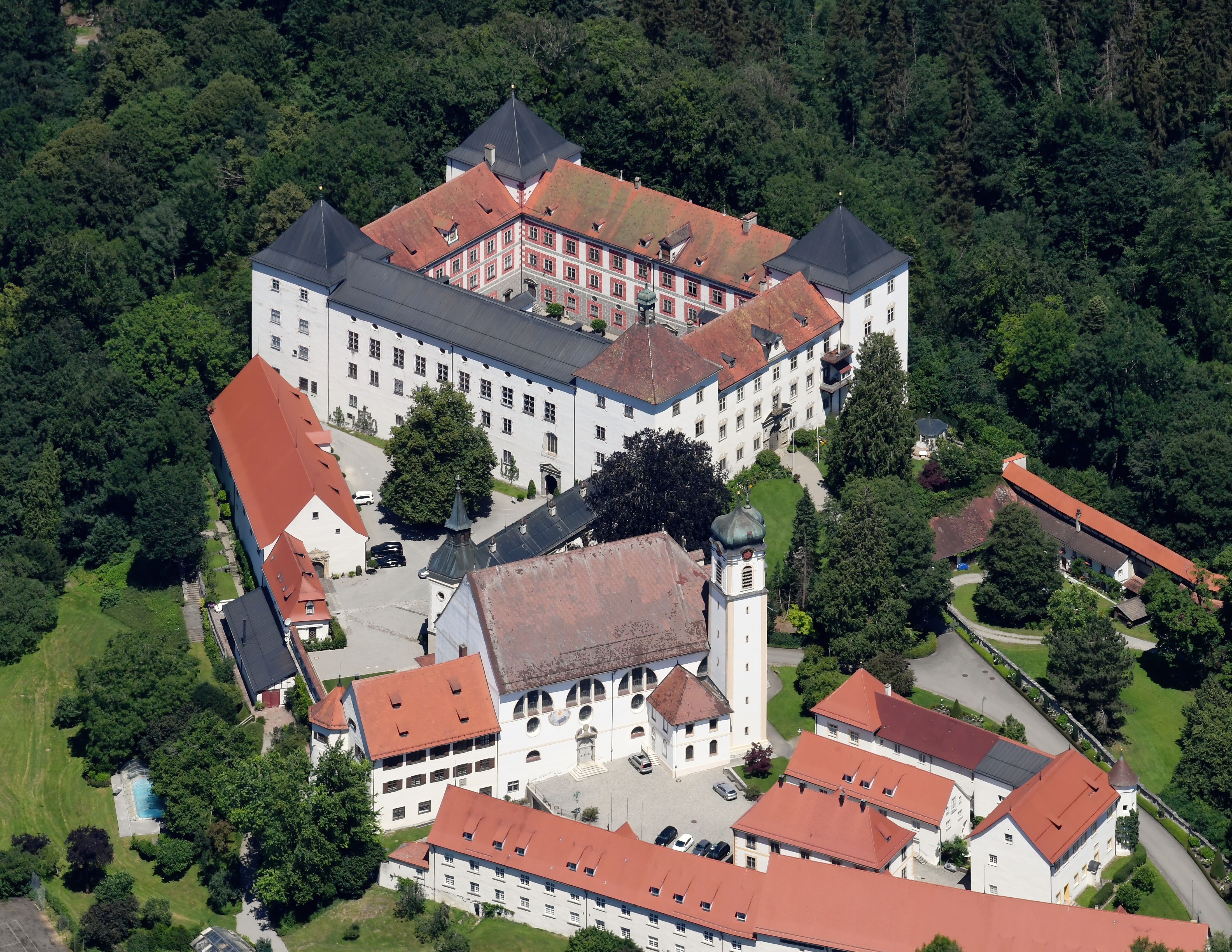
Castillo de Wolfegg.

- Fernando Luis, 1681-1735
- José Francisco, 1735-74
- Fernando, 1774-79
- José Aloisio, 1779-91
- Carlos Everardo Wunibald, 1791-98

- Datos: Q882674
- Multimedia: Waldburg (Adelsfamilie) / Q882674